# Liechtensteinische Davis-Cup-Mannschaft
Die liechtensteinische Davis-Cup-Mannschaft ist die Tennisnationalmannschaft Liechtensteins, die das Land im Davis Cup vertritt.

## Geschichte
Liechtenstein nahm erstmals 1996 am Davis Cup teil. Die bislang letzte Teilnahme datiert aus dem Jahr 2002. Beim Debüt 1996 war das Team in die Gruppe III eingegliedert, ab 1997 in die Gruppe IV. Größter Erfolg dort war ein dritter Platz 1997.
Die meisten Einsätze im liechtensteinischen Davis-Cup-Team weist Stephan Ritter auf. Mit 11 Siegen ist er auch erfolgreichster Spieler.

## Bisherige Nationalspieler
| - Kenny Banzer (2000–2002) Gesamtbilanz: 3-4 Einzelbilanz: 0-0 Doppelbilanz: 3-4 - Hartmut Birkner (1997) Gesamtbilanz: 2-3 Einzelbilanz: 0-1 Doppelbilanz: 2-2 - Roland Büchel (1997) Gesamtbilanz: 2-3 Einzelbilanz: 0-1 Doppelbilanz: 2-2 - Frank Heeb (1998) Gesamtbilanz: 0-3 Einzelbilanz: 0-1 Doppelbilanz: 0-2 - Christoph Hoop (1996) Gesamtbilanz: 2-5 Einzelbilanz: 2-3 Doppelbilanz: 0-2 | - Daniel Kieber (1996) Gesamtbilanz: 1-3 Einzelbilanz: 0-1 Doppelbilanz: 1-2 - Rainer Kovac (1998) Gesamtbilanz: 0-4 Einzelbilanz: 0-0 Doppelbilanz: 0-4 - Alex Risch (2000) Gesamtbilanz: 3-3 Einzelbilanz: 2-3 Doppelbilanz: 1-0 - Stephan Ritter (1996–2002) Gesamtbilanz: 11-14 Einzelbilanz: 11-6 Doppelbilanz: 0-8 - Andreas Schweiger (2000) Gesamtbilanz: 3-3 Einzelbilanz: 2-3 Doppelbilanz: 1-0 | - Wolfgang Strub (2000) Gesamtbilanz: 0-3 Einzelbilanz: 0-0 Doppelbilanz: 0-3 - Jürgen Tomordy (1996–2002) Gesamtbilanz: 5-12 Einzelbilanz: 3-8 Doppelbilanz: 2-4 - Herbert Weirather (2002) Gesamtbilanz: 2-2 Einzelbilanz: 2-1 Doppelbilanz: 0-1 |